# Picacho (Arizona)
Picacho es un lugar designado por el censo ubicado en el condado de Pinal en el estado estadounidense de Arizona. En el Censo de 2010 tenía una población de 471 habitantes y una densidad poblacional de 28,62 personas por km².

## Geografía
Picacho se encuentra ubicado en las coordenadas 32°42′37″N 111°29′39″O / 32.71028, -111.49417. Según la Oficina del Censo de los Estados Unidos, Picacho tiene una superficie total de 16.46 km², de la cual 16.45 km² corresponden a tierra firme y (0.03%) 0.01 km² es agua.

## Demografía
Según el censo de 2010, había 471 personas residiendo en Picacho. La densidad de población era de 28,62 hab./km². De los 471 habitantes, Picacho estaba compuesto por el 59.66% blancos, el 1.27% eran afroamericanos, el 2.55% eran amerindios, el 0% eran asiáticos, el 0% eran isleños del Pacífico, el 29.51% eran de otras razas y el 7.01% pertenecían a dos o más razas. Del total de la población el 62.42% eran hispanos o latinos de cualquier raza.